# Shō Sen'i
Shō Sen'i (尚宣威 Thượng Tuyên Uy,  1430－1477) là vị vua thứ hai của triều Shō II tại vương quốc Lưu Cầu. Ông chỉ tại vị trong 6 tháng năm 1477 và có thần hiệu là Tây Chi Thế Chủ. Ông là em trai của Shō En, vị vua khai sáng vương triều.
Căn cứ theo Trung Sơn thế phả, Shō Sen'i mồ côi cha mẹ khi mới lên 5 tuổi và được anh trai là Shō En dưỡng dục. Năm lên 9 tuổi, ông theo anh trai đến thành Shuri. Năm 1463, ông đượng thăng làm quan triều đình. Năm 1470, nhân dịp huynh Shō En lên làm vua, Shō Sen'i được phong làm gian thiết (Magiri) và có lãnh địa riêng, xưng là vương tử Goeku (Việt Lai).
Năm Bính thân 1476, Shō En qua đời, người con trưởng là thế tử Shō Shin khi đó còn quá nhỏ, quần thần đã tôn Shō Sen'i lên ngôi. Sau đó, chúc nữ mượn thần mệnh, bức Shō En nhường ngôi lại cho Shō Shin, ông về ở ẩn tại Goeku và chết cùng năm đó. Ông có thụy hiệu là Nghĩa Trung. Có thuyết cho rằng đây là âm mưu đoạt quyền của mẫu thân Shō Shin, và rằng việc ông chết là do bị ám sát.
Sau khi ông qua đời, các hậu duệ của ông được thừa hưởng chức gian thiết Goeku. Tương truyền phần mộ của ông nằm trên đảo Yaeshima của thành phố Okinawa hiện nay.